# Станіслави
Станісла́ви  — село в Україні, у Козинській сільській громаді Дубенського району Рівненської області. Села Станіслави та Підвисоке до 2016 були підпорядковані Добриводській сільській раді. Від 2016 у складі Козинської сільської громади. Населення становить 212 осіб.

## Історія
У 1906 році хутір Теслугівської волості Дубенського повіту Волинської губернії. Відстань від повітового міста 48 верст, від волості 8. Дворів 4, мешканців 34.
7 (20) листопада 1917 року, відповідно до Третього Універсалу Української Центральної Ради, увійшло до складу Української Народної Республіки.
12 червня 2020 року, відповідно до розпорядження Кабінету Міністрів України № 722-р від «Про визначення адміністративних центрів та затвердження територій територіальних громад Рівненської області», увійшло до складу Козинської сільської громади Радивилівського району.
19 липня 2020 року, в результаті адміністративно-територіальної реформи та ліквідації Радивилівського району, село увійшло до складу Дубенського району.